# Теодорит Колски
Теодорит Колски (1481, Ростов - 17. август 1571, Соловецки манастир) - архимандрит Руске Цркве, просветитељ Лапонаца (Сами). Канонизован је као светитељ. Био је први преводилац литургијских текстова на лапонски језик. Поштован је у Сабору Колских, Вологдских, Соловецких и Новгородских светитеља.
Подаци о животу светог Теодорита познати су из житија његовог духовног сина, кнеза Курбског, које је уврстио у „Историју великог кнеза московског“. Соловецки патерикон само цитира Курбског, не додајући ништа старчевом Житију. Податке које је дао кнез потврђују и други историјски документи и тиме је потврђена поузданост података које је дао.

## Биографија
Свети Теодорит се родио у Ростову 1481. године. Не може се са сигурношћу рећи где је светитељ стекао своје добро образовање (добро је познавао теологију и грчки језик). Митрополит Митрофан (Баданин) сугерише да је то могао бити Ростовски манастир у име Светог Григорија Богослова, где је раније учио његов сународник, просветитељ Зиријана Стефан Пермски. Међутим, у књизи о Варламу Керетском, он помиње Шуреченски скит као „центар руског књижевног учења”: „Овде су се он (Теодорит) и други млади монаси и искушеници формирали као књижевници и богослови...”.
Од 12 година радио је као преписивач књига у Соловецком манастиру. Теодорит је око 1494. ступио у послушање старцу Зосими у пустињи на реци Шуји, где је 15 година учио основе монашког живота. Године 1509. Теодорит је рукоположен за јерођакона од новгородског архиепископа Серапиона. Пошто је неко време поживео у Зосимином скиту, креће на пут по манастирима. Посећује преподобног Александра Свирског и завољске старце. Непосредно пре смрти, Зосима је позвао свог ученика, а Теодорит је пожурио у Шују. После смрти свог духовног оца, Теодорит се повукао да живи у самоћи на тада ненасељеном ушћу реке Кола. Овде је срео пустињака по имену Митрофан, који је живео у овим шумама око пет година (по свему судећи, реч је о Трифону Печеншком), саградио је келију и започео своје монашке подвиге.
Ускоро је пустињак Теодорит започео мисионарски рад међу Лапонцима: лети - у логорима река Ваенга и Тулома, зими - међу оним Лапонцима који су долазили на реку Кола ради сезонског лова. До 1531. године, у области првобитне келије просветитеља, настало је гробље православних Лапонаца и подигнуте су две цркве - Благовештенска и Николска, које су постале почетак будућег града Кола.
Упркос жестоком противљењу локалних врача-ноида, проповед мисионара довела је до преобраћења дела локалног становништва у хришћанство. Успех проповедања створио је потребу за градњом цркава и свештеницима који би бринули о новообраћеним Лапонцима. Теодорит и Митрофан су 1530. отишли у Новгород код архиепископа Макарија. Мисионари се враћају на север са градитељима да граде цркве. Заједно са њима из новгородског архиепископа долази јеромонах Илија, који мора да освешта новосаграђене цркве. Теодорит и јеромонах Илија су 1532. године освештали цркве у Ниви, Поноју, Колу и Печенги.
Теодорит је 1533. године отишао у Велики Новгород да би био рукоположен у свештеника. Године 1534. рукоположен је у јеромонаха и постао исповедник новгородског архиепископа Макарија, будућег митрополита московског.
После хиротоније, Теодорит је отишао не на Север, већ у Белозерску област. Провео је неко време у Кирило-Белозерском манастиру. Крајем 1530-их живео је четири године у Белозерском Порфиријевом скиту. По свему судећи, управо се овде бавио састављањем писаног језика за Саме и превођењем богослужбених текстова са црквенословенског на самијски језик. Писмо које је створио вероватно је засновано на писму које је 1372. године за пермски (старозирски) језик створио свети Стефан Пермски (око 1340/1345-1396) на основу ћирилице и такозваних „пасова“ (породичних симбола). Овде, у пустињи Порфирије, зближио се са старијим Артемијем и другим истакнутим представницима непоседника „другог таласа“.
Око 1540. године Теодорит се, са богатим даровима и у пратњи других монаха, вратио у Колу, где је основао општински Тројице Уст-Колски манастир. Манастирска братија је такође била попуњена новопреобраћеним Лапонцима. Током овог периода крстио је више од две хиљаде Лапонаца. Међутим, 1548. године манастирска братија је протерала игумана због „престроге“ повеље. Убрзо, по црквеном предању, подвижник је основао манастир Кандалакшу, где је служио као игуман од 1548. до 1551. године.
Године 1551, на захтев Артемија, који је до тада постао игуман Тројице-Сергијевог манастира, Теодорит је постављен за игумана Спасо-Евфимијевског манастира у Суздаљу. Овде се показао као ревнитељ побожности и строгих монашких правила. Међутим, његове активности изазвале су незадовољство монашког братства овог богатог и утицајног града.
На сабору 1554. године, где је био сведок у случају Артемија, противници су га „разоткрили” као Артемијевог пријатеља и оптужили за јерес. Међутим, није било могуће доказати јерес ни Артемија ни Теодорита. Артемија је ипак осудио сабор за друге злочине и прогнан у Соловецки манастир под строгим надзором игумана. Теодорит се помиње у манастирским документима као игуман после сабора до октобра 1554. године. После сабора, трудом суздалског епископа, Теодорит је прогнан у Кирило-Белозерски манастир, где је Атанасије претходно био игуман. Само заступништвом митрополита Макарија светитељ је ослобођен тамнице. Након тога, Теодорит је неко време провео у Јарославском Преображенском манастиру.
У јануару 1557. монах је послат у Цариград да од источних патријараха призна краљевску титулу коју је усвојио Иван Грозни 1547. године. Поред овог задатка, добијао је тајне инструкције и задатке у вези са расветљавањем опште политичке ситуације у Османском царству. Током свог путовања, које је трајало скоро годину дана, посетио је Атос и Јерусалим. Налог је изведен сјајно, а цар, желећи да укаже милост свом вештом дипломати, понуди му великодушне дарове и црквену моћ, шта год је светитељ хтео. Одбацивши сва искушења, светитељ одговори: „Једно молим – да у миру и тишини останем у својој келији до одласка. После овог путовања, Теодорит се настанио у Вологдском Спасо-Прилуцком манастиру, одакле је више пута путовао у Лапонију где је многе Лапонце крстио у реци Кола.
Године 1562, у вези са бекством кнеза Курбског у Литванију, Феодорит је испитан. „Инвентар царског архива 16. века указује на „говоре старца из Јарославља, црног свештеника, духовника Курбског“.
Непосредно пре своје смрти, Теодорит се повукао у Соловецки манастир, где је мирно умро 17. августа 1571. године и сахрањен у близини јужног зида Преображенског саборног храма.

## Канонизација и поштовање
Теодорит се већ за живота прославио многим чудима. У рукописима се налазе народни канони, акатисти и молитве чудотворцу, контроверзни и по садржају и по својим књижевним заслугама.
Дана 30. августа 2002. године, у храму Благовести Пресвете Богородице у граду Колу, извршено је монашко прослављање Светог Теодорита Колског, просветитеља Лапонског.
Спомен се празнује у Саборном храму Колских светитеља 15. (28.) децембра и локално на дан упокојења - 17. (30. августа). Служба се врши по Општем богослужењу уз службу Успења Пресвете Богородице.